# أوليف ليستر
أوليف ليستر (19 ديسمبر 1903 - 10 أكتوبر 1996) أكاديمية أمريكية ومدافعة صريحة عن المرأة. اهتمت أبحاثها في علم النفس الاجتماعي بالقضايا المعاصرة لزمانها وكثيرًا ما حاضرت عن مواضيع تتعلق بالشخصية والإدراك الاجتماعي. كانت أول امرأة تشغل منصب رئاسة القسم في كلية الآداب والعلوم بجامعة بافالو، وكانت فترة خدمتها في المنصب الأطول من بين جميع من خلفها. وضعت منهجًا لمدرسة التمريض في جامعة بافالو، وحصلت على العديد من الجوائز لتميزها في التدريس، وأصبحت زميلة في جمعية علم النفس الأمريكية في عام 1932.

## نشأتها
وُلدت أوليف بيكهام ليستر في 19 ديسمبر 1903 في لانكاستر، مقاطعة إيري، نيويورك لوالدين هما مارثا (الاسم قبل الزواج زوربريك) وليفانت ليستر. كان والدها محاميًا وتحظى ليستر بأخت صغرى، إلما. استقرت عائلة بيكهام في لانكاستر، بعد أن هاجرت من ولاية كونيكتيكت عام 1808 ونظّمت كنيسة لانكاستر المشيخية. انتقلت العائلة إلى العقار في 5454 برودوي في عام 1912، الذي ظلّ محل إقامة ليستر حتى وفاتها. تلقت تعليمها في مدرسة لانكاستر الثانوية ودرست علم النفس في جامعة بافالو. تخرّجت في عام 1924، وكانت أول شخص يحصل على درجة البكالوريوس في علم النفس في المدرسة، ثم بدأت دراساتها العليا وعملت مساعدة في مختبر علم النفس.

## مسيرتها المهنية
في عام 1925، في أثناء عملها على درجة الماجستير التي نالتها في عام 1926، بدأت ليستر التدريس في جامعة بافالو في قسم علم النفس بكلية الآداب والعلوم. في عام 1932، حصلت على درجة الدكتوراه في الفلسفة من جامعة شيكاغو، بينما كانت تواصل أبحاثها وتدرِّس بدوام كامل في جامعة بافالو. درست الوظائفية تحت إشراف هارفي كار وآرثر غيلبرت بيلز، وأكملت دروسًا صيفية في البنيوية النفسية تحت إشراف إدوارد تيتشنر من جامعة كورنيل. عند حصولها على الدكتوراه عام 1932، اختيرت زميلة في جمعية علم النفس الأمريكية. درّست خلال النهار في قسم علم النفس ثم درّست في دورات تعليم الكبار في كلية ميلارد فيلمور في المساء حتى اندلعت الحرب. درّست خلال الحرب مقرّرًا في العلاقات الإنسانية في منشأة محلية للطيران. في عام 1939، رُقِّيت ليستر إلى رتبة أستاذ مشارك وحصلت بعد سبع سنوات على درجة الأستاذية الكاملة.
شاركت ليستر في دراسة علم النفس الاجتماعي. تضمنت إحدى دراساتها الأولى تأثير المهارات اللغوية في عملية التعلّم. عند دراسة الطلاب الذين اضطروا إلى إعادة الفصول الدراسية، قررت أن العمر العقلي أو البدني لا يرتبط بالقدرة، وإنما إتقان اللغة الإنجليزية هو الذي يرتبط بها. وقالت إن الاختبارات التي تحدّد مستوى الطلاب على أساس قدرتهم اللغوية، مثل اختبار ستانفورد-بينيه، يجب استخدامها لتحديد درجة قبول الطلاب المهاجرين. في دراسة أجرتها عام 1940، قيّمت مدى تأثير التعليم العالي في القيم الدينية. عكست النتائج التي توصلت إليها ليستر وريتشارد بوغلسكي -المشارك في التأليف- نتائج مماثلة لجامعات أخرى شهدت تحررًا في فترة ما قبل الحرب، ولكن مع استمرار الحرب العالمية الثانية كان هناك تحوّل نحو المحافظة. وضعت أول منهج في علم النفس لطلاب التمريض، ودرّست المقررات في مستشفى الأطفال، ومستشفى ديكونيس ومستشفى إي. جي. ماير التذكاري وحصلت على ثلاثة تكريمات من كلية التمريض في جامعة بافالو تقديرًا لجهودها في التدريس.
في عام 1952، عندما أخذ كارلتون سكوفيلد إجازة للعمل في قسم الجيش للولايات المتحدة، احتشدت الأستاذات في جامعة بافالو، من ضمنهن صديقة ليستر المقرّبة إميلي ويبستر، لدعم تعيين ليستر رئيسًا بالنيابة. عملت بهذه الصفة بين عامي 1952 و 1956، ثم أصبحت رئيسًا لقسم علم النفس بشكل دائم عندما استقال سكوفيلد رسميًا لقبوله منصبًا في كراتشي بباكستان لدى وكالة المعلومات الأمريكية. كانت أول امرأة تشغل رئاسة كلية الآداب والعلوم في جامعة بافالو وواحدة من أولات النساء في البلاد اللاتي ترأسن قسم علم النفس. عملت رئيسة للقسم حتى عام 1966 وعندما تنحّت خلفها ريتشارد بوغلسكي. شغلت المنصب لفترة أطول من جميع من خلفها لرئاسة القسم. في عام 1971، كرّمتها كلية الآداب والعلوم لمساهماتها البارزة في التعليم. وفي عام 1973، حصلت على جائزة الخريج المتميز في الجامعة، قبل تقاعدها في عام 1974.
كانت ليستر محاضرة مجتمعية دائمة عن المفاهيم الاجتماعية، وتحدّثت عن العديد من القضايا، في أثناء الحرب مثلًا فضحت خرافة التفوق العنصري الفطري وأكدت أن العنصرية سلوك مكتسب. خلال الستينيات من القرن العشرين، ألقت المحاضرات عن الدور المتغيّر للمرأة وكيف أن الأعراف الاجتماعية هي التي تقيّد حياة المرأة وليس قدراتها الفطرية كما يُزعم. عبّرت بجرأة عن التمييز الذي تعرضت له كامرأة، كحصولها على أجر أقل من زملائها الذكور وتلقي الترقيات بعد أقرانها من الذكور بفترة طويلة. شاركت ليستر أيضًا في شؤون المجتمع في لانكاستر، وكانت أمينة لمكتبة لانكاستر العامة لأكثر من عقدين وعملت في مشاريع تعليم الكبار مع مدارس لانكاستر العامة.

## وفاتها وإرثها
توفيت ليستر في 10 أكتوبر 1996 في أمهرست، نيويورك، في مستشفى ضاحية ميلارد فيلمور. باعتبارها جزءًا من الجامعة في مشروع التاريخ الشفوي لجامعة بافالو، كانت موضوع مقابلة أُجريت عام 1978.